# Mensa

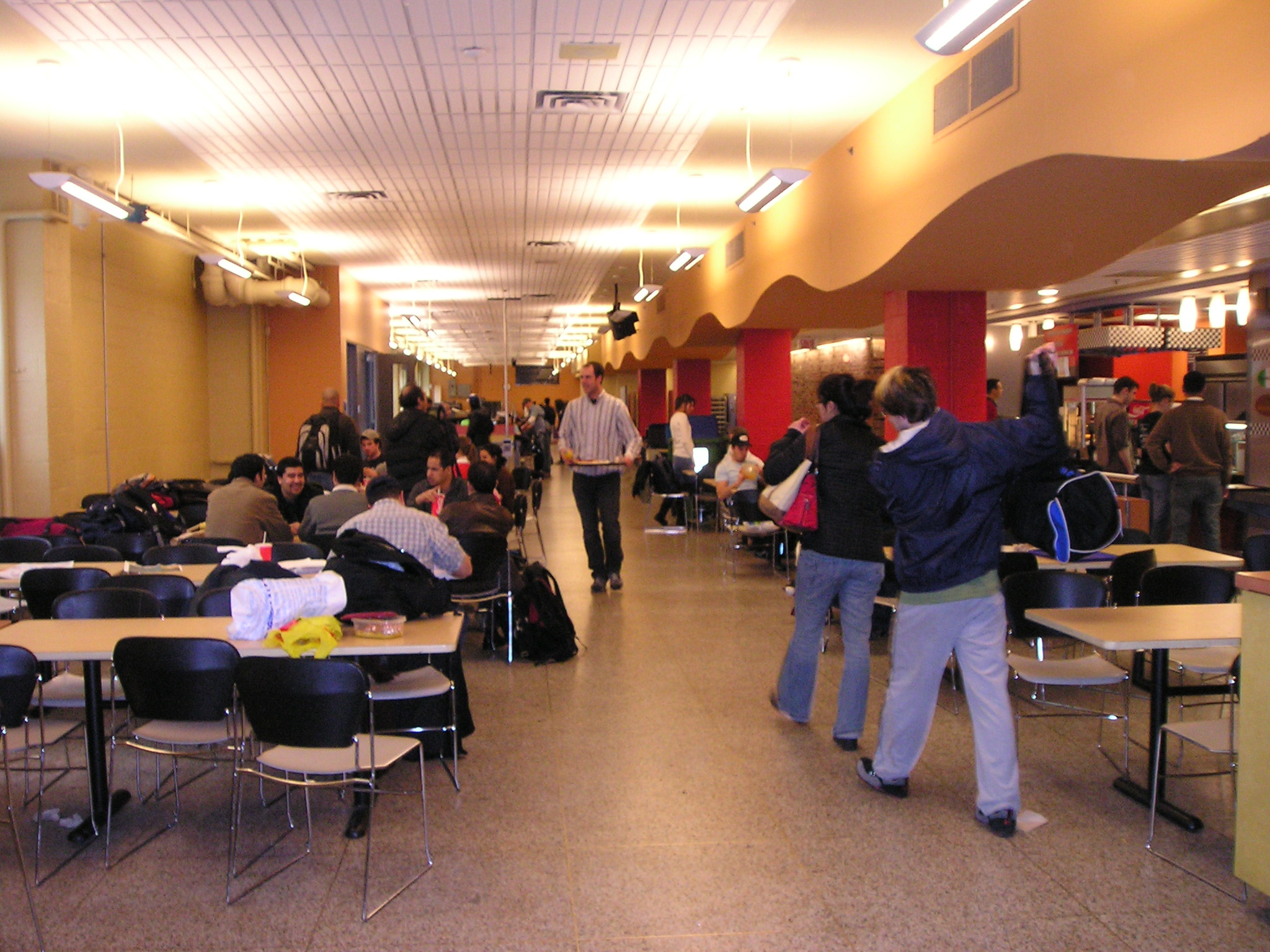
Mensa mit Cafeteria

Als Mensa (verkürzt aus lateinisch mensa academica „Universitätsmittagstisch“ von lateinisch mensa „Tisch, Tafel“; Plural Mensen oder Mensas) wird die Kantine einer Hochschule oder Schule bezeichnet.

## Aufgabe

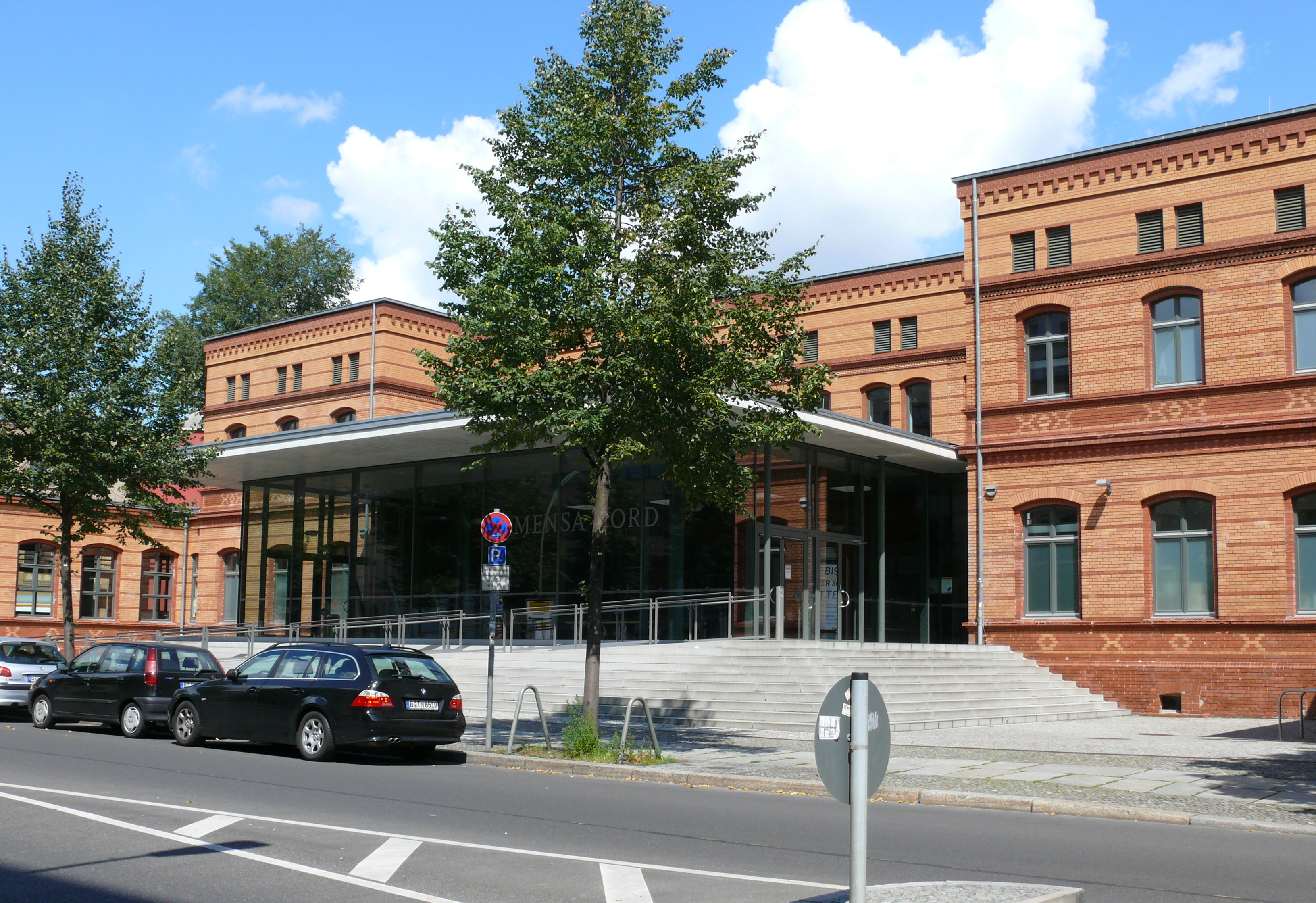
Mensa-Gebäude der Humboldt-Universität zu Berlin

Mensen verpflegen – häufig in Verbindung mit Cafeterien – in erster Linie die Studenten und die Mitarbeiter von Hochschulen mit warmem Mittagessen, zum Teil auch Abendessen. Hochschulmensen gehören mit je bis zu 12.000 ausgegebenen Essen am Tag zu den größten Einrichtungen der Gemeinschaftsverpflegung.
In einigen Ländern werden Mensen von staatlicher Seite subventioniert, um die Teilnahme am Hochschulstudium finanziell zu fördern. Gegen einen Zuschlag als Subventionsausgleich stehen fast alle Mensen auch Gästen offen, die von außerhalb der Hochschule kommen. In Deutschland werden die meisten Mensen von den öffentlich-rechtlichen Studentenwerken betrieben, bei denen die soziale Unterstützung der Studenten gebündelt ist. Es gibt 58 selbständige Studentenwerke, die rund 700 gastronomische Einrichtungen betreiben; entsprechend unterschiedlich sind diese. In Österreich werden die meisten Mensen von einer nationalen Betriebsgesellschaft unterhalten. In vielen anderen Ländern werden die Mensen von den Hochschulen selbst oder von gewinnorientierten Caterern betrieben.

## Geschichte
Nach eigenen Angaben ist die im Jahr 1900 eröffnete Mensa „Prinz Karl“ in Tübingen eine der ältesten Mensen in Deutschland. Ihr Name leitet sich von König Karl I. von Württemberg ab, der in Tübingen studierte.
Der Begriff mensa gratuita bezeichnete in früheren Zeiten Freitische, d. h. die meist durch Stiftungen finanzierten, kostenlosen Mahlzeiten für bestimmte bedürftige Studenten. Diese wurden in Gasthäusern oder bei Privatpersonen ausgegeben; heute werden entsprechende Unterstützungen meist als Gutscheine für die allgemeine Mensa geleistet.

## Auswahl

Beispiel: Schnitzel Cordon bleu mit Pommes frites und als Nachspeise Schokoladenpudding (Mensa Stadtmitte, TU Darmstadt)

Je nach Mensa werden mehrere Menüs, bestehend aus Vorspeise, Hauptspeise und Dessert, oder einzelne Gerichte, wie Hauptspeise, Beilagen, Salat etc. zur Auswahl angeboten. Meist gibt es ein besonders preiswertes Stammessen und ein oder mehrere Wahlessen. Seit etwa den 1980er Jahren haben die Mensen in Deutschland durch modernere Produktionsmethoden die Auswahl stark ausgeweitet. War früher ein Menü mit Beilagen in der Regel fest gebündelt, ist heute meist eine freie Zusammenstellung möglich. Vegetarische Menüs, eine Salatbar und verschiedene Desserts und Getränke sind heute in den meisten Mensen Standard. Oft gibt es in größeren Mensen eine Unterteilung zwischen den Menüs und einem „Themenpark“, in dem an verschiedenen Stationen besondere Gerichte erhältlich sind, wie z. B. Pizzen, mexikanische oder asiatische Speisen.
Eine weitere jüngere Entwicklung ist die Verschmelzung der früher meist klar getrennten Mensen und Cafeterien. Insbesondere an kleineren Hochschulstandorten werden warme und kalte Essen sowie Getränke in einer gemeinsamen Verkaufszone angeboten und in einem einzigen Gästebereich konsumiert. Zur Verdeutlichung dieser Verschmelzung werden teilweise Neologismen wie „Mensaria“, „Mensateria“ oder „Menseria“ verwendet.

## Preise

### Deutschland

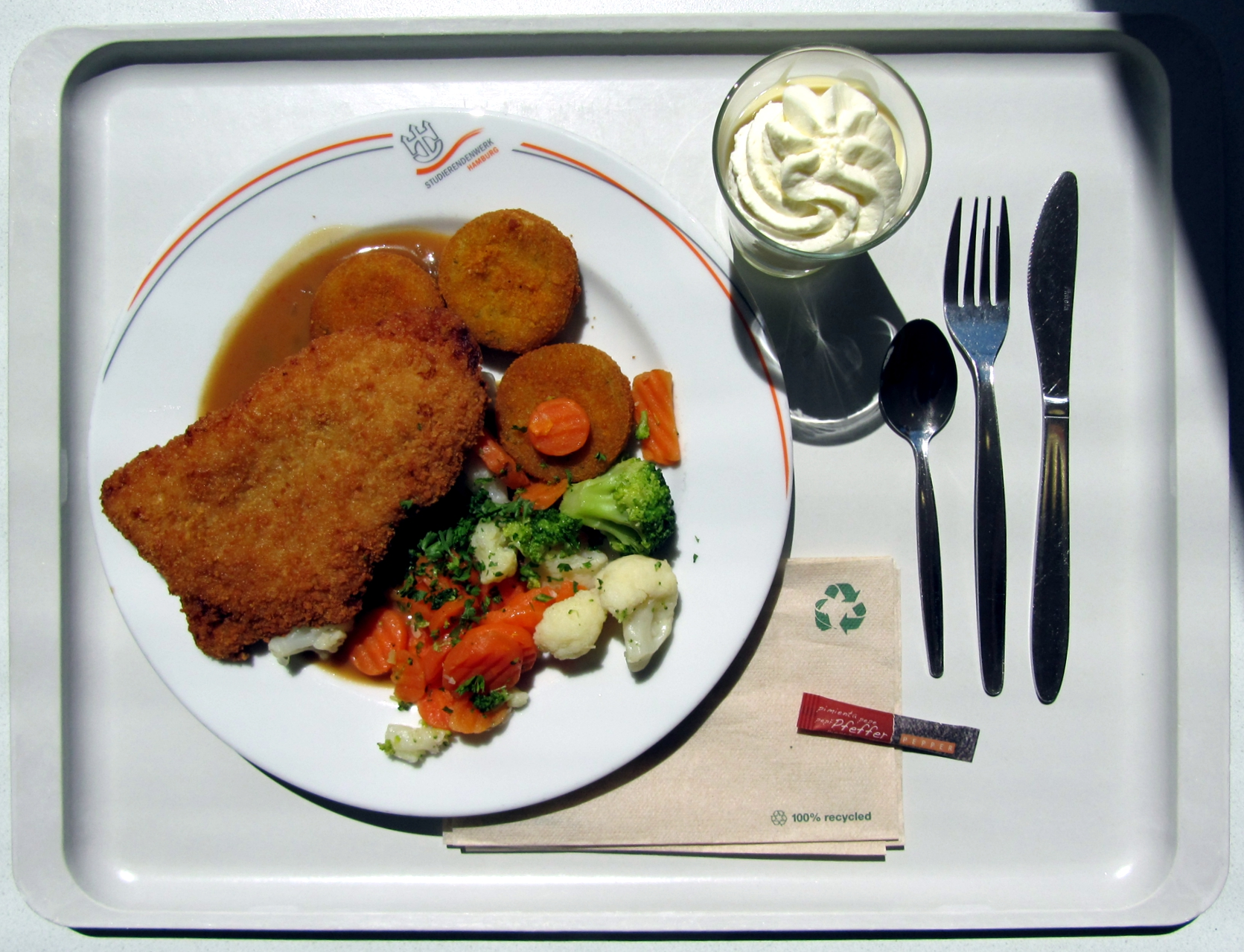
Hauptgericht mit Nachtisch in der Mensa der Uni Hamburg

Ein Menü ist in einer deutschen Mensa aufgrund der staatlichen Förderung und der Studentenwerksbeiträge für Studenten relativ günstig. Hochschulmitarbeiter und Gäste zahlen gestaffelte Zuschläge. Essen außerhalb der Menüs, wie Salate, Desserts und Süßigkeiten, sowie Getränke werden weniger oder gar nicht subventioniert und sind zu handelsüblichen Preisen zu kaufen.

### Österreich
In Österreich werden Mensen nicht staatlich subventioniert. Die meisten Mensen werden von der Österreichische Mensen Betriebsgesellschaft mbH betrieben, die zum Wissenschaftsministerium gehört. Für Bedienstete der Universität gibt es oft einen Zuschuss, der als Rabatt abgezogen wird.

### Schweiz
In der Schweiz sind die Preise sehr unterschiedlich.

### Vereinigte Staaten
In den Vereinigten Staaten werden „Room & Board“ (= Wohnheim und Mensa) an den Universitäten mit Festpreis abgerechnet. Wenn sie zum Essen gehen, zeigen amerikanische Studenten nur eine Berechtigungskarte vor. In der Studienfinanzierung und -förderung in den Vereinigten Staaten spielt dieser Kostenfaktor neben den Studiengebühren eine zentrale Rolle. Mensen leisten in den USA Vollverpflegung, bieten also drei Mahlzeiten pro Tag. Die Wohnheime haben oft keine Küchenräume.